# Deneb
Deneb es el nombre propio de la estrella Alfa Cygni (α Cyg / 50 Cyg), la más brillante de la constelación de Cygnus («El Cisne») y una de las más brillantes del cielo nocturno, con una magnitud aparente en banda B (filtro azul) igual a 1.34 y en banda V (filtro verde) igual a 1.25. Junto con Vega (α Lyrae) y Altair (α Aquilae) forman el asterismo del «triángulo de verano» para los observadores del hemisferio norte.
Deneb rivaliza con Rigel como la estrella de primera magnitud más luminosa. Sin embargo, su distancia, y por tanto su luminosidad, son poco conocidas; su luminosidad se sitúa entre 55 000 y 196 000 veces la del Sol.  Su denominación de Bayer es α Cygni, que se atiniza como Alpha Cygni, abreviado a Alpha Cyg o α Cyg.

## Nombre
El nombre de Deneb deriva del árabe dhaneb, «cola», entendida como «la cola del ave» (dhanab ad-dajājah), en clara alusión a su posición dentro de la alineación de estrellas que conforman la figura del Cisne. Es un término muy común en otras estrellas, que señala la extremidad caudal de algunas constelaciones, como Denébola en Leo o Deneb Kaitos en la Ballena. Deneb Adige y Deneb el Adige son formas largas del mismo nombre.
Otras denominaciones tradicionales de Deneb, como Arided —que aparece en las Tablas Alfonsíes—, Aridif y su variante Arrioph, están hoy día en desuso. Gallina fue un nombre utilizado por Johann Bayer para designar a esta estrella.

## Observación

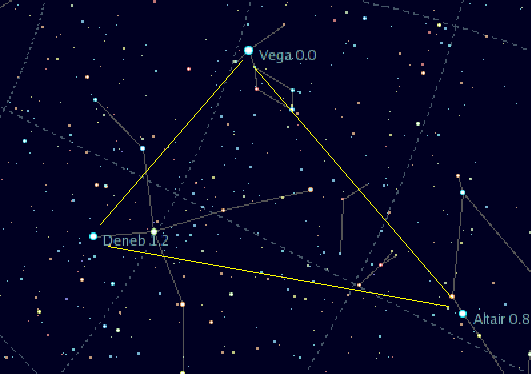
El Triángulo de Verano

Se trata de la estrella n.º 19 más brillante en el cielo nocturno, Deneb culmina cada año el 23 de octubre a las 6 de la mañana y el 7 de septiembre a las 9 de la mañana, correspondiente a las tardes de verano en el hemisferio norte. Nunca se sumerge por debajo del horizonte en o por encima de los 45° de latitud norte, simplemente roza el horizonte norte en su punto más bajo en lugares como Mineápolis, Montreal y Turín. En el hemisferio sur, Deneb no es visible al sur del 45° paralelo sur, por lo que apenas se eleva sobre el horizonte en Sudáfrica, al sur de Australia y el norte de Nueva Zelanda durante el invierno austral.
Deneb se encuentra en la punta del asterismo Cruz del Norte formado por las estrellas más brillantes de Cygnus, las otras son Albireo (Beta Cygni), Gamma Cygni, Delta Cygni, y Epsilon Cygni. También se encuentra en un vértice del prominente y ampliamente espaciado asterismo llamado Triángulo de Verano, compartido con la estrella Vega de primera magnitud en la constelación de Lyra y Altair en Aquila. Este contorno de estrellas tiene la forma aproximada de un triángulo rectángulo, con Deneb ubicado en uno de los ángulos agudos.
Los astrónomos han observado el espectro de Alpha Cygni desde al menos 1888, y en 1910 la variable velocidad radial se había hecho evidente. Esto llevó a la sugerencia inicial de E. B. Frost que este es un sistema de estrella binaria. En 1935, el trabajo de G. F. Paddock y otros habían establecido que esta estrella era variable en luminosidad con un período dominante de 11.7 días y posiblemente con otros períodos de menor amplitud. En 1954, un examen más detallado de las líneas de calcio H y K de la estrella mostró un núcleo estacionario, lo que indicaba que la velocidad variable en cambio estaba siendo causada por el movimiento de la atmósfera de la estrella. Esta variación osciló entre +6 y −9 km/s alrededor de la velocidad radial media de la estrella. Se descubrió que otras supergigantes similares tenían velocidades variables, siendo esta estrella un miembro típico.

### Estrella polar
Debido a la la precesión axial de la Tierra, Deneb será una estrella polar aproximada (7° fuera del polo norte celeste) alrededor del 9800 d. C.. El polo norte de Marte apunta al punto medio de la línea que conecta a Deneb y la estrella Alderamin.
| Precedido por | Estrella polar           | Sucedido por |
| ------------- | ------------------------ | ------------ |
| Alderamin     | 8700 d. C. a 11000 d. C. | Delta Cygni  |

## Distancia y características físicas

Comparación entre el tamaño estimado de Deneb (izquierda) y el del Sol (derecha).

La distancia de Deneb a la Tierra es aún motivo de controversia: debido a la gran lejanía a la que se encuentra, los métodos de determinación de la distancia que utilizan la paralaje proporcionan un rango de distancias de hasta 3200 años luz. Las mediciones más precisas —llevadas a cabo por el satélite Hipparcos— sitúan a Deneb solo a 1425 años luz de distancia, lo que resulta en una luminosidad 54 400 veces superior a la del Sol.  Su magnitud absoluta se estima en −7.2, de forma que, a modo de comparación, su potencia lumínica es tal que en un solo día genera tanta energía como el Sol en 140 años. Con esa magnitud, su brillo sería comparativamente superior incluso al de algunos láseres industriales.
Deneb es un tipo poco común de supergigante blanca de clase espectral A2Iae y una temperatura superficial de 8525 K.La medida directa de su diámetro angular (0.0025 segundos de arco) permite calcular su tamaño, 210 veces el del Sol. Si estuviese situada en el centro del sistema solar, se extendería hasta la mitad de la órbita terrestre, y en el cielo de la Tierra aparecería como un disco de 55° 52' de diámetro angular aproximadamente (considerando el radio máximo de la estrella). Su velocidad de rotación proyectada (30 km/s) da como resultado un período de rotación aproximado de medio año.
Hace poco más de diez millones de años, Deneb empezó su vida como una estrella de tipo B u O con una masa de 15‑16 masas solares. Desde su superficie sopla un viento estelar que hace que la estrella pierda masa al ritmo de una millonésima de la masa solar por año, cuarenta millones de veces mayor que la que experimenta el Sol. En la actualidad Deneb ha finalizado la fusión del hidrógeno en su núcleo, pero no se sabe con certeza en qué fase de su evolución se encuentra; puede estar en el proceso de convertirse en una supergigante roja con un núcleo de helio inerte o, más avanzada en su evolución, ya puede haber comenzado a fusionar el helio en su núcleo. En cualquier caso, concluirá su vida estallando como supernova dentro de unos pocos millones de años.

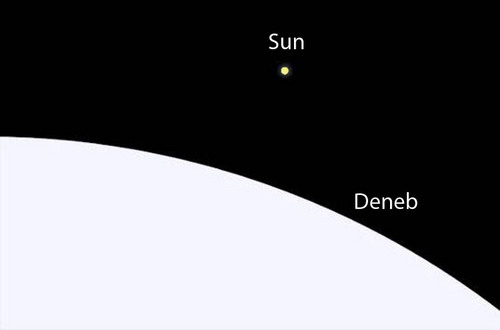
Imagen del Sol con la estrella Alfa de la constelación Cygnus (el Cisne), Deneb.

Deneb es el prototipo de una clase de variables llamadas variables Alfa Cygni. Sus superficies experimentan pulsaciones no radiales que hacen que su brillo y su tipo espectral varíen ligeramente.
Siendo una de las estrellas más brillantes del firmamento, Deneb fue una aceptable estrella polar intermedia (situada a 7° del polo norte celeste) hace 18 000 años, y volverá de nuevo a dicha posición alrededor del año 9800 d. C.
La magnitud absoluta de Deneb se estima en −8.4, lo que la sitúa entre las estrellas visualmente más brillantes conocidas, con una luminosidad estimada cercana a 200 000 L☉ . Se trata del extremo superior de los valores publicados en las últimas décadas, que varían entre 55 000L☉ y 196 000L☉.
Deneb es la estrella de primera magnitud más luminosa, es decir, estrellas con una magnitud aparente superior a 1.5. Deneb es también la más distante de las treinta estrellas más brillantes por un factor de casi 2. Basándose en su temperatura y luminosidad, y también en mediciones directas de su diminuto diámetro angular (apenas 0.002 segundos de arco), Deneb parece tener un diámetro de unas doscientas veces el del Sol; si se situara en el centro del Sistema Solar, Deneb se extendería hasta la órbita de la Tierra. Es una de las estrellas blancas de tipo espectral 'A' más grandes conocidas.
Deneb es una estrella blanca azulada de tipo espectral A2Ia, con una temperatura superficial de 8500 K. Desde 1943, su espectro ha servido como una de las referencias estables por las que se clasifican otras estrellas. Su masa se estima en 19 M☉. El viento estelar hace que se pierda materia a un ritmo medio de 8 ± 3 M☉−7 al año, 100 000 veces el ritmo de pérdida de masa del Sol o equivalente a aproximadamente una masa terrestre cada quinientos años.

### Estado evolutivo
Deneb pasó gran parte de su vida temprana como una estrella de secuencia principal de tipo O de aproximadamente 23 M☉, pero ahora ha agotado el hidrógeno de su núcleo y se ha expandido hasta convertirse en una supergigante. Las estrellas en el rango de masa de Deneb acaban expandiéndose hasta convertirse en las supergigantes rojas más luminosas, y en unos pocos millones de años sus núcleos colapsarán produciendo una explosión de supernova. Ahora se sabe que las supergigantes rojas de hasta cierta masa explotan como la comúnmente véase supernova de tipo II-Pe, pero las más masivas pierden sus capas externas para volver a calentarse.  Dependiendo de su masa inicial y del ritmo de pérdida de masa, pueden explotar como hipergigante amarilla o variable luminosa azul, o pueden convertirse en estrella de Wolf-Rayet antes de explotar en una supernova de tipo Ib o Ic.
Identificar si Deneb está evolucionando actualmente hacia una supergigante roja o si está evolucionando de nuevo hacia el azul proporcionaría valiosos datos sobre las clases de estrellas que explotan como supergigantes rojas y las que lo hacen como estrellas más calientes.
Lo más probable es que las estrellas que evolucionan hacia el rojo por primera vez estén fusionando hidrógeno en una envoltura alrededor de un núcleo de helio que aún no se ha calentado lo suficiente como para iniciar la fusión en carbono y oxígeno.  La convección ha comenzado a evolucionar los productos de fusión, pero éstos no llegan a la superficie. Se espera que las estrellas post-supergigantes rojas muestren esos productos de fusión en la superficie debido a una convección más intensa durante la fase de supergigante roja y a la pérdida de las capas exteriores que oscurecen la estrella. Se cree que Deneb aumenta su temperatura tras un periodo como supergigante roja, aunque los modelos actuales no reproducen exactamente los elementos superficiales que muestra en su espectro.

### Estrella variable
.

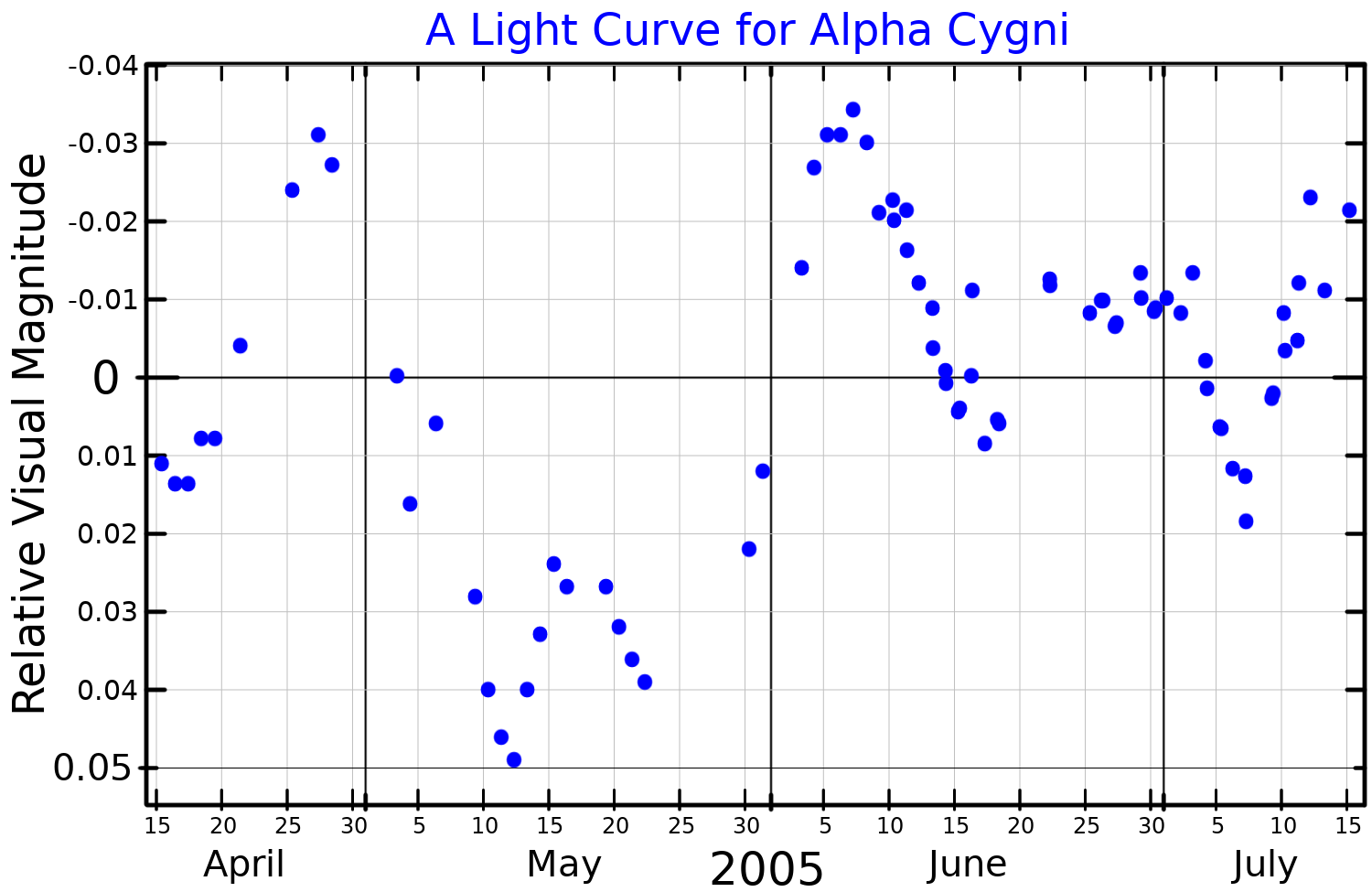
Una banda visual curva de luz para Deneb, adaptada de Yüce y Adelman (2019).

Deneb es el prototipo de las Alfa Cygni (α Cygni) estrella variables, cuyas pequeñas amplitudes irregulares y rápidas pulsaciones pueden hacer que su magnitud varíe entre 1.21 y 1.29. Su velocidad variable descubierta por Lee en 1910, pero no se colocó formalmente como una clase única de estrellas variables hasta la 4.ª edición de 1985 del Catálogo General de Estrellas Variables. La causa de las pulsaciones de las estrellas variables Alpha Cygni no se conoce completamente, pero su naturaleza irregular parece deberse al latido de múltiples periodos de pulsación. El análisis de las velocidades radiales determinó dieciséis modos de pulsación armónicos diferentes con periodos que oscilan entre 6.9 y 100.8 días. Probablemente también exista un periodo más largo de unos 800 días.

### Posible compañero espectroscópico
Se ha informado de que Deneb es una posible binaria espectroscópica de una sola línea con un período de unos 850 días, donde las líneas espectrales de la estrella sugieren cambios cíclicos de velocidad radial. Investigaciones posteriores no han encontrado pruebas que apoyen la existencia de una compañera.